# Eupelmus merops
Eupelmus merops är en stekelart som beskrevs av Walker 1839. Eupelmus merops ingår i släktet Eupelmus och familjen hoppglanssteklar. Inga underarter finns listade i Catalogue of Life.